# تلمبة علي زادة (مشيز بردسير)
تلمبة علي زادة (بالإنجليزية: Tolombeh-ye Alizadeh)‏ هي مستوطنة تقع في إيران في كرمان.